# Eugoa brunnea
Eugoa brunnea är en fjärilsart som beskrevs av George Francis Hampson 1914. Eugoa brunnea ingår i släktet Eugoa och familjen björnspinnare. Inga underarter finns listade i Catalogue of Life.

## Bildgalleri

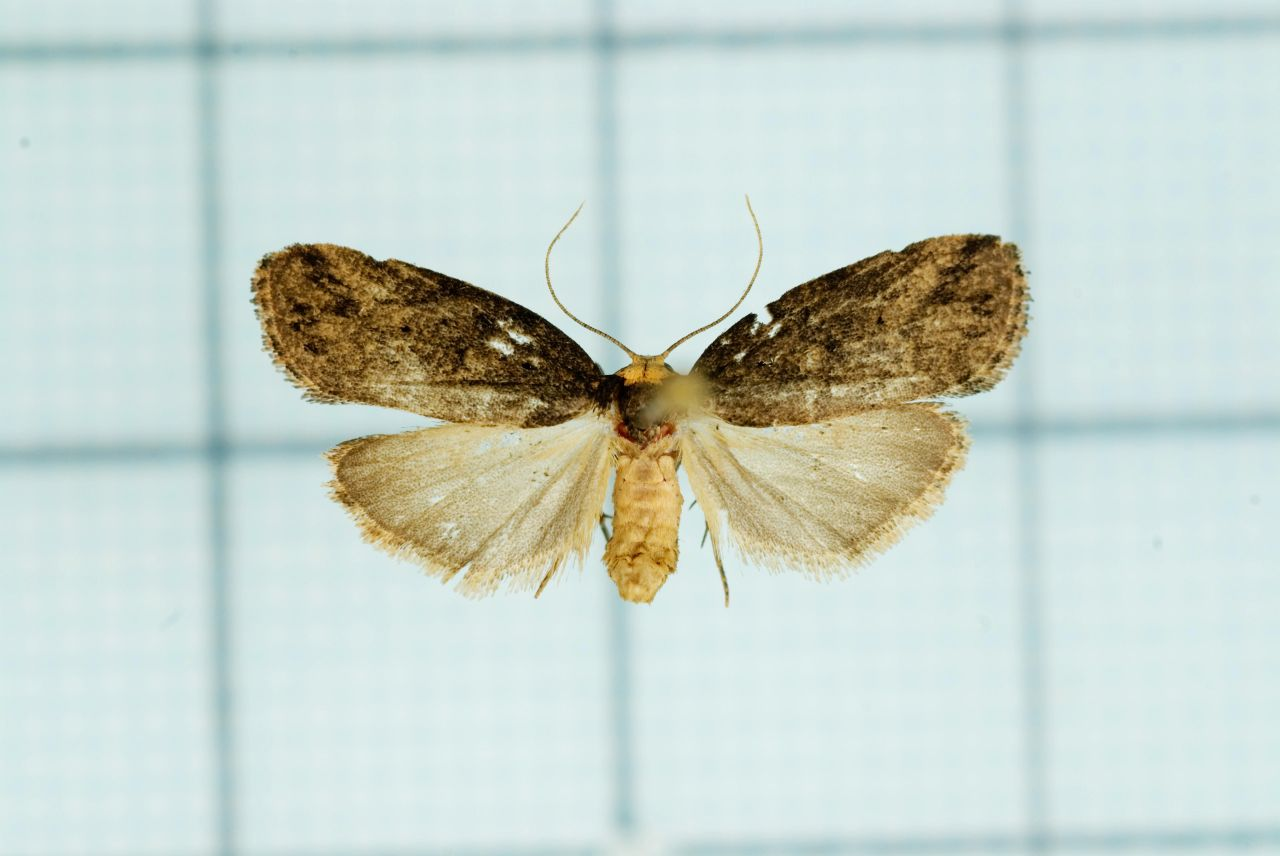